# Залез и упадък на Римската империя
„Залез и упадък на Римската империя“ е исторически труд, чийто автор е английският историк Едуард Гибън.
Първоначално се публикува в 6 тома. Том I е публикуван през 1776 г., томовете II и III излизат през 1781, а последните 3 части – IV, V, VI, през 1788/89 години. Оригиналът на произведението на английски е публикуван в т.нар. кварто секции – често срещана практика за издаване на книги по онова време.
„Залез и упадък на Римската империя“ е сред главните литературно-исторически достижения на 18-ото столетие, а освен това трудът на Гибън е приет за методологически прототип, който се следва и залага при/в историческите изследвания и до днес.
„Залез и упадък на Римската империя“ се приема за първата съвременна история на Древен Рим. Текстът обхваща периода от края на управлението на император Марк Аврелий (180 г.) до превземането на Константинопол през 1453, с последвалия период от Средновековието до 1590 г.

Преди излизането на последните три части на историята (27 юли 1787 г.) Гибън пише от Лозана: 
| „ | Между развалините на Капитолия аз за първи път замислих идеята за тази работа, която занимаваше и вълнуваше живота ми близо 20 години. Предоставям я на любопитството и безпристрастието на публиката. | “ |

„Залез и упадък на Римската империя“ излиза за първи път в превод на български език през 1999 г.